# كرونا بروكسل 2015
كرونا بروكسل 2015 (بالإنجليزية: 2015 Kuurne–Brussels–Kuurne)‏ هو سباق دراجات هوائية أقيم بتاريخ 1 مارس، تكون السباق من 1 مراحل وامتدّ لمسافة 193 كم بسرعة 43.0 كم/س، استغرق السباق 4 ساعة 29 دقيقة 00 ثانية. فاز به البريطاني مارك كافنديش وحلّ ثانيا ألكسندر كريستوف بينما حصل على المركز الثالث ايليا فيفياني.

## الترتيب
| م                     | الدرّاج          | البلد           | الزمن                    |
| --------------------- | --------------- | --------------- | ------------------------ |
| الفائز بالترتيب العام | مارك كافنديش    | بريطانيا العظمى | 4 ساعة 29 دقيقة 00 ثانية |
| الثاني                | ألكسندر كريستوف | النرويج         |                          |
| الثالث                | ايليا فيفياني   | إيطاليا         |                          |

## وصلات خارجية
- كرونا بروكسل 2015 على موقع إحصائيات الدراجات الإحترافية (الإنجليزية)